# Платно царское

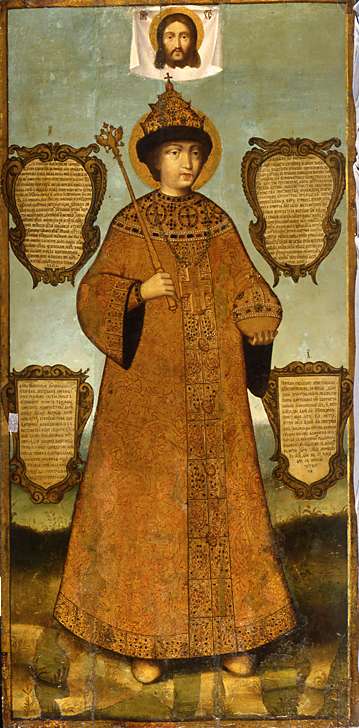
Богдан Салтанов. Царь Фёдор Алексеевич перед образом Спаса Нерукотворного. 1670-е — 1680-е.

Платно царское — царские регалии; одежда, входящая в состав Большого наряда. Употреблялась в особо торжественных случаях: при венчании на царство, при встречах иностранных послов, во время праздников.

## Описание платна
Платно по крою было аналогично опашню. Длинная одежда с рукавами. От опашня платно отличалось отсутствием нашивок. Нашивки — поперечные полоски по числу пуговиц. Каждая нашивка имела петлю для пуговицы, поэтому позднее нашивки стали называться петлицами.
Царское платно изготовлялось из дорогих золотных тканей: алтабаса, аксамита и других. Подкладка тафтяная, опушка атласная. Длина рукавов 10 или 11 вершков. Ширина рукава 6, 7 или 8 вершков в локтях. Ширина в подоле около 4 аршин. По краям и разрезам Царское платно обшивалось жемчужным кружевом (каймой). Застёгивалось платно на 11 или 12 пуговиц.
Меховое царское платно на мехе горностая.
Царское платно надевали на Царский становой кафтан.
С 1678 года Царское платно начали называть порфирой.
При погребениях тело царя покрывали Царским платном. Платно покрывали гробовым покровом.